# Liste des aéroports les plus vastes au monde
 (avril 2024).
Améliorez-le ou discutez des points à vérifier. 
En termes de surface, les plus grands aéroports au monde se classent en 2024, ainsi, :
| Rang | Ville          | Aéroport                                            | Code | Pays                | Superficie totale en km2 |
| ---- | -------------- | --------------------------------------------------- | ---- | ------------------- | ------------------------ |
| 1.   | Dammam         | Aéroport international du roi Fahd                  | DMM  | Arabie saoudite     | 776 km2                  |
| 2.   | Dubaï          | Aéroport international Al Maktoum                   | DWC  | Émirats arabes unis | 140 km2                  |
| 3.   | Denver         | Aéroport international de Denver                    | DIA  | États-Unis          | 136 km2                  |
| 4.   | Atlanta        | Aéroport international Hartsfield-Jackson d'Atlanta | ATL  | États-Unis          | 78 km2                   |
| 5.   | Istanbul       | Aéroport d'Istanbul                                 | IST  | Turquie             | 76.6 km2                 |
| 6.   | Dallas         | Aéroport international de Dallas-Fort Worth         | DFW  | États-Unis          | 69,63 km2                |
| 7.   | Orlando        | Aéroport international d’Orlando                    | MCO  | États-Unis          | 53,83 km2                |
| 8.   | Washington     | Aéroport international de Washington-Dulles         | IAD  | États-Unis          | 48,56 km2                |
| 9.   | Pékin          | Aéroport international de Pékin Daxing              | PKX  | Chine               | 47 km2                   |
| 10.  | Houston        | Aéroport intercontinental George-Bush               | IAH  | États-Unis          | 44,51 km2                |
| 11.  | Sousse         | Aéroport international d'Enfidha-Hammamet           | NBE  | Tunisie             | 43 km2                   |
| 12.  | Shanghai       | Aéroport international de Shanghai-Pudong           | PVG  | Chine               | 39,88 km2                |
| 13.  | Le Caire       | Aéroport international du Caire                     | CAI  | Égypte              | 36,25 km2                |
| 14.  | Bangkok        | Aéroport de Bangkok-Suvarnabhumi                    | BKK  | Thaïlande           | 32,4 km2                 |
| 15.  | Paris          | Aéroport Charles de Gaulle                          | CDG  | France              | 32,37 km2                |
| 16.  | Madrid         | Aéroport Adolfo-Suárez de Madrid-Barajas            | MAD  | Espagne             | 30,5 km2                 |
| 17.  | Chicago        | Aéroport international O'Hare                       | ORD  | États-Unis          | 29,13 km2                |
| 18.  | Salt Lake City | Aéroport international de Salt Lake City            | SLC  | États-Unis          | 28,3 km2                 |
| 19.  | Amsterdam      | Aéroport d'Amsterdam-Schiphol                       | AMS  | Pays-Bas            | 27,87 km2                |
| 20.  | Pékin          | Aéroport de Pékin-Capitale                          | PEK  | Chine               | 23,3 km2                 |